# (26815) 1986 QR1
(26815) 1986 QR1 est un astéroïde de la ceinture principale d'astéroïdes découvert en 1986.

## Description
(26815) 1986 QR1 a été découvert le 27 août 1986 à l'observatoire de La Silla, au Chili, par Henri Debehogne.

### Caractéristiques orbitales
L'orbite de cet astéroïde est caractérisée par un demi-grand axe de 2,43 UA, un périhélie de 2,20 UA, une excentricité de 0,09 et une inclinaison de 4,35° par rapport à l'écliptique. Du fait de ces caractéristiques, à savoir un demi-grand axe compris entre 2 et 3,2 UA et un périhélie supérieur à 1,666 UA, il est classé, selon la JPL Small-Body Database, comme objet de la ceinture principale d'astéroïdes.

### Caractéristiques physiques
(26815) 1986 QR1 a une magnitude absolue (H) de 14,3 et un albédo estimé à 0,260.